# Гагік II
Гагік II (вірм. Գագիկ Բ, 1024—1080) — цар Анійського царства (1042–1045) з династії Багратуні.

## Життєпис
Син Ашота IV Хороброго. Після смерті дядька, царя Ованеса-Смбата, візантійські війська вторглись до Вірменії з метою захопити землі заповідані Смбатом. 1023 році війська Візантійської імперії взяли в облогу столицю Вірменії Ані. У битві під стінами столиці вірменське військо і населення міста під керівництвом спарапета Вахрама Пахлавуні розгромило візантійську армію.
Після здобутої перемоги молодий Гагік II був офіційно коронований. Після ще трьох невдалих спроб захопити Ані візантійський імператор Костянтин IX Мономах під приводом мирних переговорів запросив Гагіка II в Константинополь. Незважаючи на вмовляння радників не приставати на пропозицію імператора, Гагік, прислухавшись до думки князя-зрадника Веста Саркіса й католикоса Петроса I Гетнадарця, зрештою погодився поїхати до Константинополя. Після приїзду царя до візантійської столиці імператор Костянтин Мономах вимагав у нього відмовитися від трону на користь Візантії. Гагік II відмовився прийняти вимоги імператора і довго пручався за що був заарештований, але коли до нього дійшла звістка, що Вест Саркіс і католикос Петрос I відправили ключі від столиці імператору, а вірменський народ нібито вирішив віддати Ані візантійцям, він зрікся свого трону. 1045 року візантійці здійснили ще один похід на Вірменію і взяли Ані, ліквідувавши Анійське царство. Як компенсація Гагіку була надана фема Харсіан у центральній Анатолії.
Його було вбито візантійцями (трьома синами Мандела) 1080 (або 1079) року. Його родич, князь Рубен 1080 року відновив незалежне вірменське правління у вигляді Кілікійського вірменського царства. Убивство Гагіка було відплачене онуком Рубена, Торосом, який захопив родинну фортецю роду Мандела, стратив двох братів, а третього взяв у полон.